# バンクーバー・カナディアンズ
バンクーバー・カナディアンズ（Vancouver Canadians）は、カナダのブリティッシュコロンビア州バンクーバーを本拠地とし、マイナーリーグ（MiLB）A+級（ノースウェストリーグ）に所属する、トロント・ブルージェイズ傘下のプロ野球チーム。本拠地球場はバンクーバー郊外にあるナットベイリー・スタジアム。
2023年現在、カナダを本拠地とする唯一のマイナーリーグチームである。

## 経歴
1990年から1995年まで、広岡達朗が社長を務めていた「ジャパンスポーツシステム」が買収・経営した。通訳・経営に携わったエーシー興梠は、能力を買われ後にロサンゼルス・ドジャースのアジア地区担当取締役となり、黒田博樹らを獲得している。
2004年、2005年と2年連続で地区優勝をしている。
2010年限りでオークランド・アスレチックスとの契約が満了し、2011年度からはトロント・ブルージェイズ傘下となる。
2011年に初のリーグ優勝。その後2013年までリーグ3連覇を果たした。
2021年は、新型コロナウイルスの感染拡大の影響でアメリカ・カナダ間の移動が困難であったため、同リーグのヒルズボロ・ホップスの本拠地であるロン・トンキン・フィールド（オレゴン州ヒルズボロ）を仮本拠地としてシーズンを戦った。

## かつて在籍した選手
- ネルソン・クルーズ（2002）
- ニック・スウィッシャー（2002）
- カート・スズキ（2004）
- ダン・ストレイリー（2009）
- アーロン・サンチェス（2011）
- ノア・シンダーガード（2011）
- マーカス・ストローマン（2012）
- ロベルト・オスナ（2012）